# USS LST-1144
O USS LST-1144 foi um navio de guerra norte-americano da classe LST que operou durante a Segunda Guerra Mundial.